# Macrodontia
Genre
Macrodontia est un genre d'insectes coléoptères de la famille des Cerambycidae, notamment présent en Guyane, et au Brésil.

## Systématique
Le genre Macrodontia a été décrit par l’entomologiste français Théodore Lacordaire en 1830.

### Taxinomie
Liste des espèces
- Macrodontia batesi Lameere, 1912
- Macrodontia castroi Marazzi, 2008
- Macrodontia cervicornis (Linnaeus, 1758)
- Macrodontia crenata (Olivier, 1795)
- Macrodontia dejeani Gory, 1839
- Macrodontia flavipennis Chevrolat, 1833
- Macrodontia itayensis Simoëns, 2006
- Macrodontia jolyi Bleuzen, 1994
- Macrodontia marechali Bleuzen, 1990
- Macrodontia mathani Pouillaude, 1915
- Macrodontia zischkai Tippmann, 1960

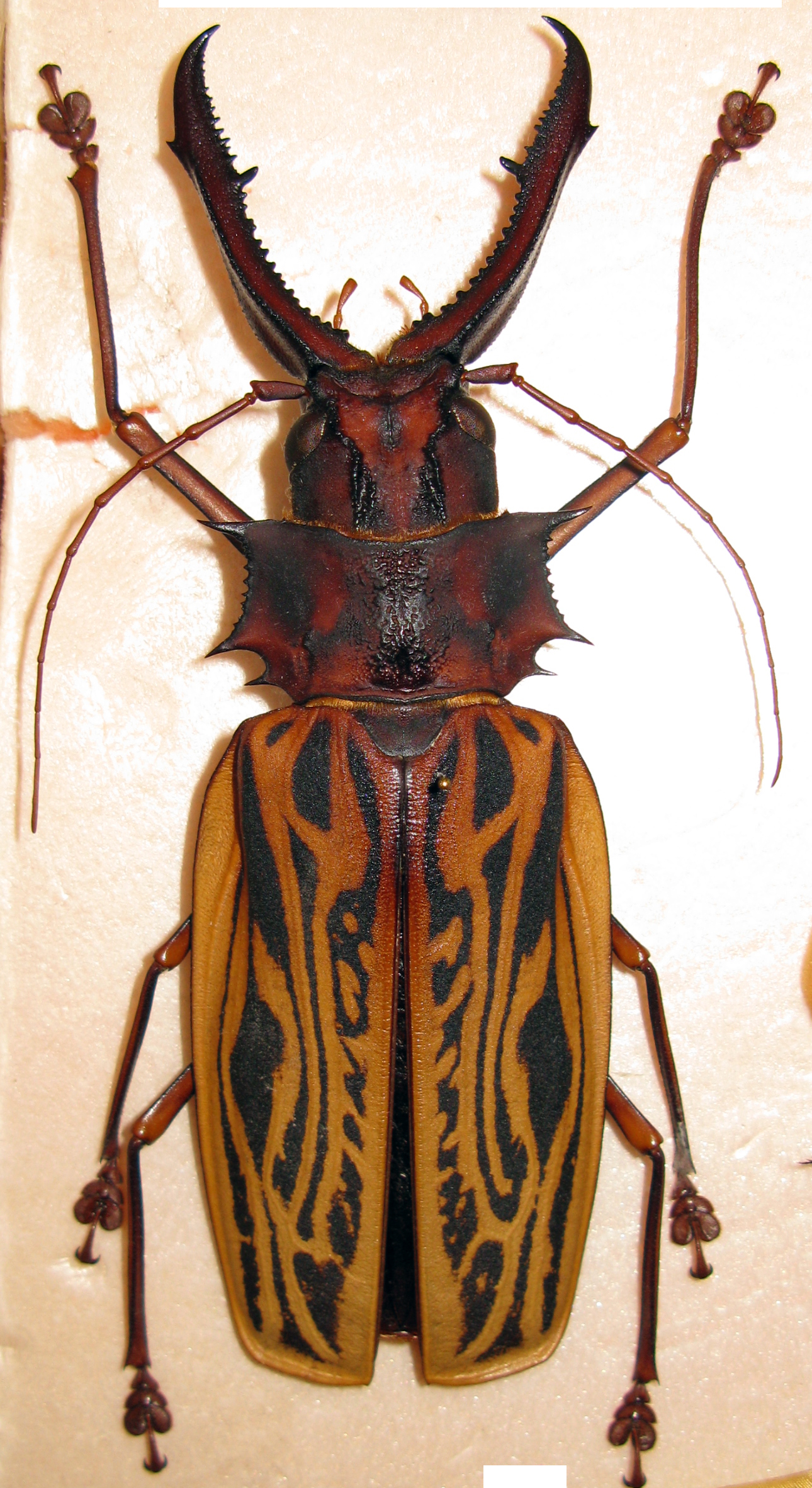
Macrodontia cervicornis
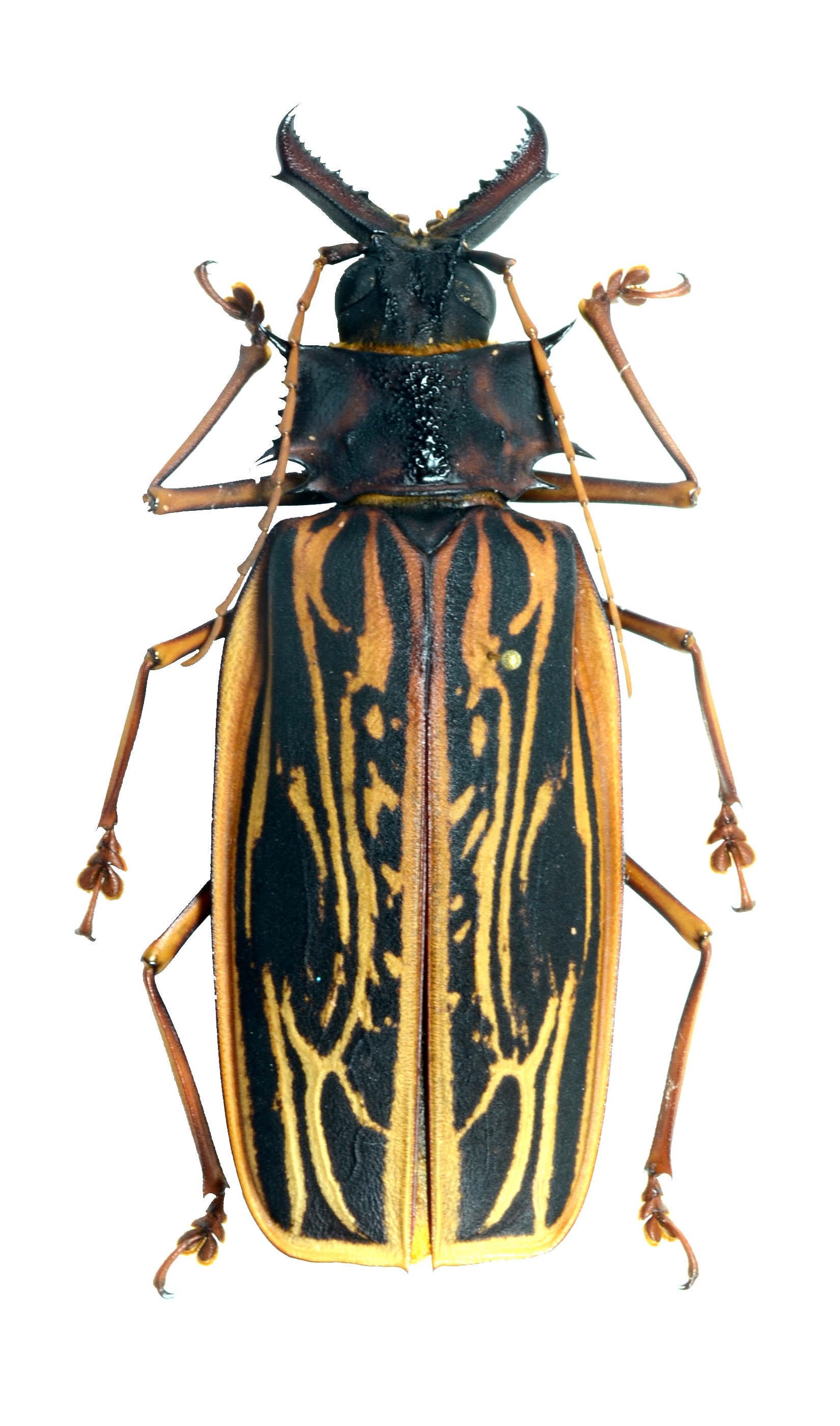
Macrodontia dejeani
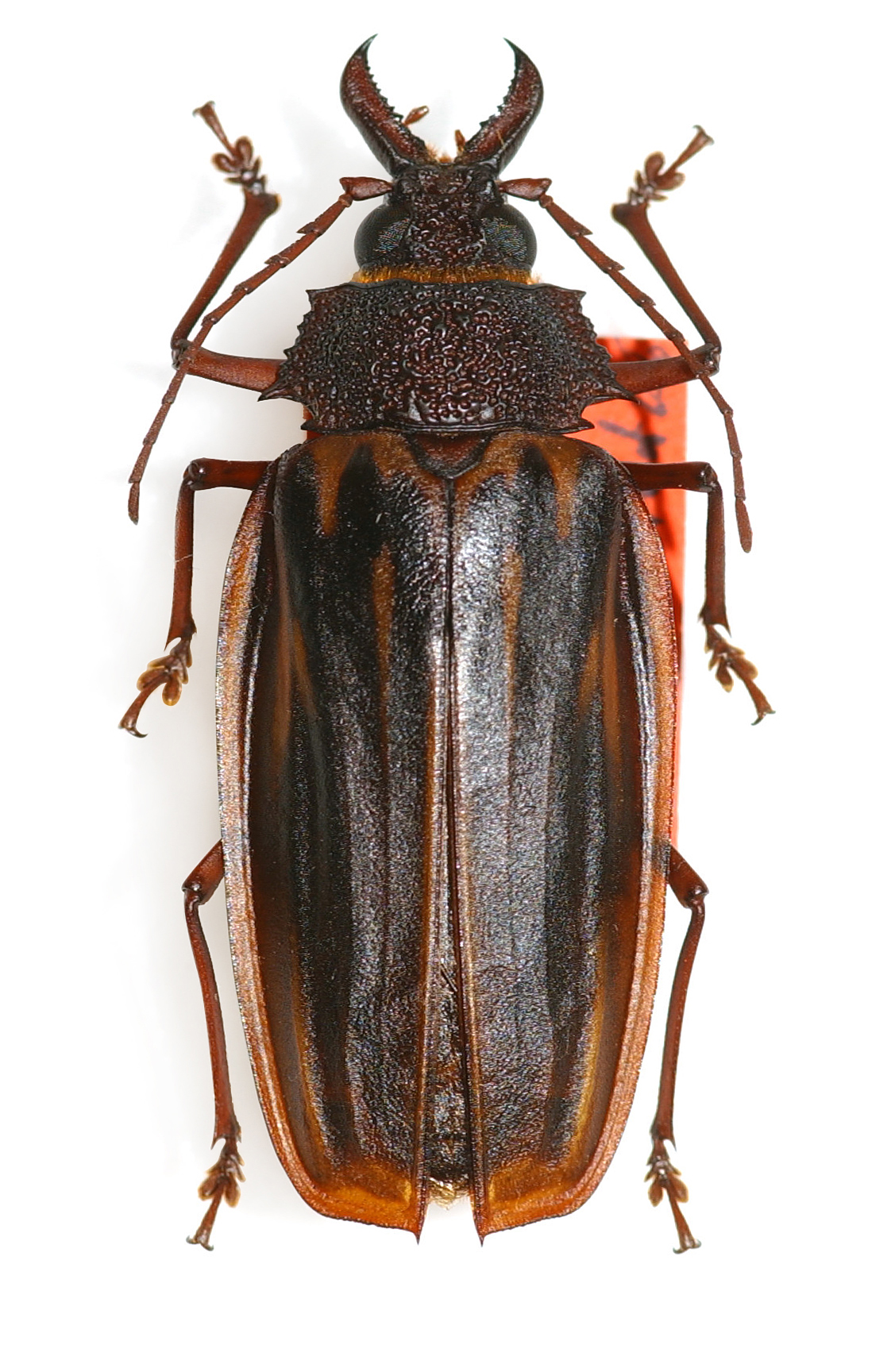
Macrodontia itayensis (Holotype), (Musée d'histoire naturelle de Lille).